# Namyangju
Namyangju is een stad in de Zuid-Koreaanse provincie Gyeonggi. Bij de volkstelling van 2020 had de stad 696.033 inwoners. Namyangju is onderdeel van de agglomeratie Seoel.

## Bestuurlijke indeling
- Hwado-eup
- Jinjeob-eup
- Jingeon-eup
- Onam-eup
- Wabu-eup
- Byeolnae-myeon
- Joan-myeon
- Sudong-myeon
- Toegyewon-myeon
- Byeolnae-dong
- Donong-dong
- Geumgok-dong
- Hopyeong-dong
- Jigeum-dong
- Pyeongnae-dong
- Yangjeong-dong

## Geboren
- Hyeon-gyu Oh (2001),voetballer

## Stedenbanden
- Dartford, Engeland
- Changzhou, China
- Ulaanbaatar, Mongolië
- Gangjin, Zuid-Korea
- Yeongwol, Zuid-Korea
- Vinh, Vietnam

Steden:
Ansan · Anseong · Anyang · Bucheon · Dongducheon · Gimpo · Goyang · Gunpo · Guri · Gwacheon · Gwangju · Gwangmyeong · Hanam · Hwaseong · Icheon · Namyangju · Osan · Paju · Pocheon · Pyeongtaek · Seongnam · Siheung · Suwon (hoofdstad) · Uijeongbu · Uiwang · Yangju · Yeoju · Yongin
Districten:
Gapyeong · Yangpyeong · Yeoncheon